# James Cusati-Moyer
James Cusati-Moyer (Northampton, 1º maggio 1989) è un attore statunitense.

## Biografia
Dopo aver studiato recitazione a Yale, James Cusati-Moyer ha fatto il suo debutto sul piccolo schermo nella serie TV Blue Bloods, a cui sono seguite apparizioni in diverse serie televisive, tra cui Unbreakable Kimmy Schmidt, Red Oaks e Prodigal Son. Cusati-Moyer è attivo soprattutto in campo teatrale e nel 2017 ha fatto il suo esordio a Broadway in un revival di Sei gradi di separazione in cui recitava con Allison Janney. 
Sempre nello stesso anno interpretò Romeo in Romeo e Giulietta a Westport, mentre nel 2018 fece il suo debutto nell'Off Broadway, interpretando Vaslav Nijinsky nell'ultima opera del drammaturgo Terrence McNally, Fire and Air. Nel 2019 è tornato a recitare nell'Off Broadway nel dramma Slave Play, rimanendo nel cast anche quando l'allestimento fu riproposto a Broadway nel settembre dello stesso anno; per la sua interpretazione nel ruolo di Dustin, Cusati-Moyer ha ottenuto una candidatura al Tony Award al miglior attore non protagonista in un'opera teatrale.
Cusati-Moyer è dichiaratamente gay.

## Filmografia

### Cinema
- False Positive, regia di John Lee (2021)
- Black Adam, regia di Jaume Collet-Serra (2022)
- Maestro, regia di Bradley Cooper (2023)

### Televisione
- Blue Bloods – serie TV, episodio 6x03 (2015)
- Unbreakable Kimmy Schmidt – serie TV, episodio 2x05 (2016)
- The Path – serie TV, episodio 1x08 (2016)
- Red Oaks – serie TV, episodio 2x06 (2016)
- Time After Time – serie TV, episodio 1x04 (2017)
- Prodigal Son – serie TV, 2 episodi (2019)
- Inventing Anna – serie TV, 3 episodi (2022)
- Evil – serie TV, episodio 3x05 (2022)
- The Calling – serie TV, 2 episodi (2022)
- Sistas – serie TV, 4 episodi (2024)

## Teatro (parziale)
- Don Giovanni o Il convitato di pietra di Molière, regia di Andrej Visky. University Theatre di New Haven (2015)
- Sei gradi di separazione di John Guare, regia di Trip Cullman. Broadhurst Theatre di Broadway (2017)
- Romeo e Giulietta di William Shakespeare, regia di Mark Lamos. Westport Country Playhouse di Westport (2017)
- Fire and Air di Terrence McNally, regia di John Doyle. Classic Stage Company dell'Off Broadway (2018)
- Slave Play di Jeremy O. Harris, regia di Robert O'Hare. New York Theatre Workshop dell'Off Broadway, John Golden Theatre di Broadway (2019), Noël Coward Theatre di Londra (2024)

## Doppiatori italiani
Nelle versioni in italiano delle opere in cui ha recitato, James Cusati-Moyer è stato doppiato da:
- Luca Mannocci in Inventing Anna